# Marie-Joseph Bonnat
Marie-Joseph Bonnat (Grièges, 25 mai 1844 - Tarkwa, 8 juillet 1881) est un explorateur français.

## Biographie
Né dans une famille très modeste, il devient cuisinier et s'embarque en 1866 sur le Joseph-Léon commandé par Charles Girard. Lorsque ce dernier meurt dans le delta du Niger, il demande à être débarqué sur la Côte de l'Or. Il va alors s'enfoncer dans l’intérieur et fonder un comptoir de traite à Ho où est fixée une mission protestante.
Fait prisonnier par les Ashantis qui tuent ses compagnons (juin 1869), il est emmené à Koumase où il devient l'ami et le conseiller du roi. Durant les cinq années de sa captivité, il va ainsi apprendre les langues et les mœurs des Achanti et de leurs voisins.
Les troupes britanniques le libèrent en 1874. Il regagne alors la France où il tente en vain de trouver un commanditaire pour reprendre son commerce en Afrique. Reparti pour la Côte de l'Or en 1875 pour le compte d'une maison britannique mais avec le soutien de la Société de géographie, il se met au service des Achanti à Koumassi et participe avec eux à plusieurs expéditions contre des tribus voisines. Il explore ainsi de nombreuses villes comme Atabobo ou Salaga qu'il est le premier européen à atteindre et dont il fixe la position exacte.
Il explore aussi près de trois cents kilomètres du cours de la Volta Blanche (1876) et devient en 1877 directeur d'une société minière franco-anglaise. En compagnie de Edmond Musy, il exploite ainsi avec succès les mines d'or de l'Ankobra.
À son retour en France en 1880, il est devenu riche et se marie. Mais il meurt des suites d'une maladie contractée en Afrique. 
Il est inhumé à Pont-de-Vaux.